# Jan Opsimates
Jan Opsimates (23. prosince 1568 Morkovice-Slížany – po roce 1620 v exilu) byl členem Jednoty bratrské, vydavatel a editor náboženských spisů, propagátor kalvinismu a vychovatel doprovázející mladé šlechtice na jejich kavalírských, studijích cestách.

## Život
V Morkovicích, kde se Jan Opsimates (vlastním jménem Morkovský či Mrkvička) narodil, byl českobratrský sbor, v jehož okruhu se Janovi dostalo vzdělání. Poté začal působit jako preceptor šlechtické mládeže, a tak se dostal se svými svěřenci i ke studiu na zahraničních univerzitách. Od konce 90. let 16. století až do roku 1607 tímto způsobem studoval a cestoval po mnoha místech Evropy. Například v letech 1603/04 a 1606 byl studentem Herbornské akademie. Po roce 1607 se usadil v Praze a začal se věnovat vydavatelské činnosti. Během českého stavovského povstání se pohyboval v blízkosti Alžběty Stuartovny, manželky „zimního krále“. Krátký čas působil jako diplomat v Altdorfu a Norimberku. Po bitvě na Bílé hoře se jako protestant již nemohl do českých zemí vrátit, stal se tak exulantem a jeho další osudy nejsou známy.

## Vydavatelská činnost
Jeho nejdůležitějším vydaným dílem byl Strejcův český překlad Kalvínova teologického traktátu Institutio Christianae Religionis, který vyšel pod dlouhým názvem Pobožná Dusse, Genž k Známosti Boha hořjss... Kromě češtiny vydával Opsimates i díla v němčině a jiných jazycích. V české předbělohorské společnosti byl považován za náboženského extremistu a stavovská obec si od něj udržovala odstup i po zvolení Fridricha Falckého.

## Štambuch
Štambuch neboli album amicorum je památník. Jan Opsimates ve svém štambuchu shromáždil od března 1598 do července 1620 590 zápisů ze 79 míst Čech, Moravy, zejména ale z území nynějšího Německa, Švýcarska, Nizozemska, Belgie, Anglie, Francie a Itálie. Zápisy jsou psány latinsky, řecky, hebrejsky, německy, francouzsky, italsky, španělsky, anglicky, nizozemsky i turecky, rovněž polsky a česky. Ve velké míře se vztahují ke kalvinisticky orientovaným univerzitám v Nizozemsku, Švýcarsku a Německu. Do památníku přispěl např. v roce 1605 Václav Budovec z Budova a Karel starší ze Žerotína. Z 18. července 1616 je v památníku podpis anglického prince Karla. Štambuch se nachází v Londýně, v rukopisném odd. britského muzea – pod značkou Egerton MSS.1220 Joh. Opsimathes of Moravia. Autograph 1598–1620, pap. 120 fol.